# Statistická fyzika
Statistická fyzika je jednou z centrálních oblastí teoretické fyziky. V tradičnějším pojetí se zabývá zkoumáním vlastností makroskopických systémů či soustav, přičemž bere v úvahu mikroskopickou strukturu těchto systémů. Obecněji statistická fyzika uvádí do vztahu dvě úrovně popisu fyzikální reality – a to úroveň makroskopickou a mikroskopickou.
Zakladateli byli Ludwig Boltzmann a Josiah Willard Gibbs.

## Příklad
Například při studiu systému, který se skládá z velkého počtu mikročástic, nejsme schopni řešit soustavu pohybových rovnic pro všechny částice, ani zadat příslušné počáteční či okrajové podmínky. Jde tedy o problém s neúplnou (či parciální) informací, u kterého jsme namísto detailní mikroskopické informace o systému odkázáni na neúplný (makroskopický) popis daného systému. Proto statistická fyzika používá popis pomocí teorie pravděpodobnosti, či (tradičněji, avšak méně přesně i obecně řečeno) matematické statistiky.
Statistickou fyziku lze přitom uplatnit ze dvou opačných a stejně užitečných hledisek: Můžeme zadat (postulovat) makroskopické vlastnosti daného fyzikálního (mikro)systému a studovat otázku, jaké jsou pravděpodobnosti jednotlivých stavů mikrosystému při zadaném neúplném popisu. Anebo obráceně – můžeme zadat (postulovat) pravděpodobnosti jednotlivých mikroskopických stavů systému a studovat otázku, jaké makroskopické vztahy jsou se zadaným mikroskopickým popisem slučitelné. Obě uvedená hlediska jsou důležitá pro hlubší pochopení mnoha dalších oblastí fyziky – zejména termodynamiky a kvantové mechaniky.
Protože u reálných (nejen fyzikálních) systémů jsme téměř bez výjimky odkázáni jen na makroskopickou úroveň popisu a neúplnou informaci, je zřejmé, že základní schéma statistické fyziky je mimořádně obecné a není nikterak omezeno na oblast fyzikálních soustav složených z mnoha částic. Bylo proto již velmi úspěšně použito i v mnoha oblastech mimo fyziku – například v teorii optimalizace, při studiu ekologických i sociálních systémů, v ekonomice, evoluční teorii a genomice, kosmologii, atp.

## Entropie
Jeden ze zásadních poznatků statistické fyziky se týká i samotného pojmu entropie. Přímo z metody MaxEnt vyplývá, že veličina zvaná entropie je definována teprve tehdy, když je zadána úroveň popisu daného systému. Jinými slovy – když je zadán soubor veličin, které se na daném systému zachovávají, a současně je smluveno, jakou mikroskopickou úroveň popisu máme na mysli. Entropie tedy není veličina, která by měla nějakou hodnotu nezávisle na zvolené úrovni popisu systému. Právě neujasněnost v úrovni popisu vedla v historii statistické fyziky ke zdánlivým paradoxům (např. Maxwellův démon a Laplaceův démon) a principiálním teoretickým potížím i slepým uličkám (souvisejícími např. s pojmy ergodická hypotéza či Boltzmannova kinetická rovnice). Jak přesvědčivě ukázal zejména Jaynes, pokud důsledně vymezíme, jakou makroskopickou i mikroskopickou úroveň popisu uvažujeme, pak žádný z uvedených paradoxů ani principiálních obtíží nevzniká.
Základním pracovním nástrojem statistické fyziky, pomocí kterého uvádíme do vztahu makroskopickou a mikroskopickou úroveň popisu, je metoda maximální entropie. U této metody vycházíme ze zadání makroskopických veličin, které se v daném systému zachovávají, a poté konstruujeme příslušné rozložení pravděpodobností pro jednotlivé mikroskopické stavy systému. Používáme k tomu exponenciální zobrazení, které se ve statistické fyzice obvykle nazývá Gibbsovo velké kanonické rozdělení a které je speciálním případem Jaynesovy metody maximální entropie (MaxEnt). Tato metoda umožňuje jednotné odvození všech typů pravděpodobnostních rozložení, která se běžně ve fyzice i jiných oblastech vyskytují: Gaussovo (normální), Boltzmannovo, Maxwellovo, Zipfovo, Lévyho či mocninná rozdělení, atd. Naopak – obrátíme-li schéma a zadáme pravděpodobnostní rozdělení, lze metodou MaxEnt snadno ukázat, jaké makroskopické veličiny se u zadaného systému nutně zachovávají (viz zákony zachování).